# Obiektyw miękkorysujący
Obiektyw miękkorysujący – obiektyw fotograficzny tworzący obrazy o zmiękczonym rysunku, przypominające dzieła malarstwa impresjonistycznego.

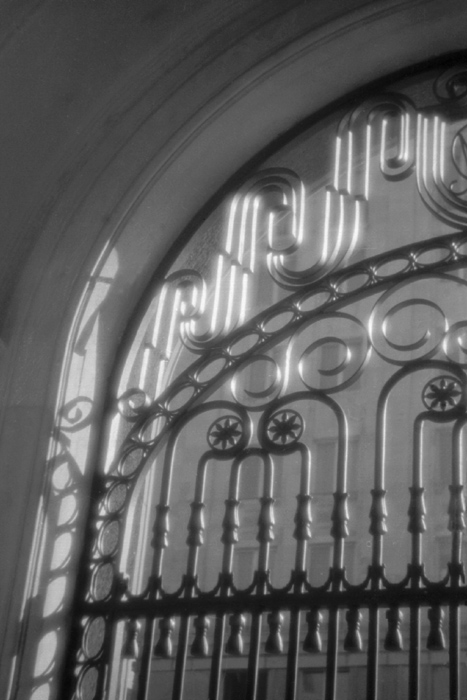
Fotografia przy użyciu nasadki "Duto" z roku 1955

## Estetyka
W początkach fotografii dążono do uzyskania jak najlepszej ostrości obrazu z odwzorowaniem możliwie najdrobniejszych szczegółów. Sprzyjały temu aparaty na klisze szklane o dużych formatach i kopiowanie stykowe pozytywów. Pod koniec XIX wieku równolegle do odejścia w malarstwie od naturalizmu i pojawieniu się impresjonizmu, także w fotografii pojawiła się tendencja do odejścia od nadmiernej precyzji i szczegółowości obrazu. W odpowiedzi na to konstruktorzy optyki fotograficznej stworzyli obiektywy miękkorysujące, w których świadomie pozostawiono częściowo aberracje optyczne, zwłaszcza sferyczną, dające efekt kontrolowanej nieostrości, zwłaszcza w najjaśniejszych punktach obrazu. Wokół świateł tworzyły się świetliste otoczki o rozpływających się miękko konturach, odpowiadające widzeniu motywu zdjęcia przez oko ludzkie, ale zasadnicze kontury obrazu pozostawały ostre. Na początku XX wieku obiektywy miękkorysujące stosowano w fotografii portretowej oraz w krajobrazach, zwłaszcza widzianych pod światło. W połowie XX wieku obiektywy miekkorysujące wyszły niemal całkowicie z użycia w związku z tendencją do zaniechania „malarskości” fotografii. Obecnie stosowane są jeszcze w fotografii reklamowej, np. w reklamach kosmetyków, w celu stworzenia atmosfery luksusu i tajemniczości.
Miękkiego rysunku obrazu fotograficznego nie należy mylić z nieostrością, wynikającą z niedokładnego nastawienia obiektywu na wymaganą odległość. Obraz nieostry nie ma w ogóle wyraźnych konturów, podczas gdy obraz o miękkim rysunku zachowuje ostrość podstawowego motywu, a tylko światła obrazu wykazują świetlistą otoczkę. Nie należy też mylić go z techniką „bokeh”, gdzie ostry motyw obrazu występuje na dalekim, nieostrym tle.

## Optyka
W obiektywach miękkorysujących, jak np. Imagon firmy Rodenstock, promienie przechodzące przez środek obiektywu dawały obraz ostry, zaś przechodzące blisko obwodu soczewki tworzyły nieostre aureole. Przez nakładanie na obiektyw pierścieniowych przysłon regulowano udział tych drugich promieni w tworzeniu obrazu, a więc stopień zmiękczenia obrazu. Innym zaś sposobem było przesuwanie soczewek obiektywu względem siebie po jego osi. Jeszcze obecnie niektóre firmy produkujące lustrzanki jednoobiektywowe oferują specjalne miękkorysujące obiektywy wymienne. Można je stosować także do lustrzanek cyfrowych, o ile uchwyt obiektywu jest zgodny z dawnymi lustrzankami tychże firm. 
Podobny efekt można uzyskać stosując specjalne filtry. Filtr dyfuzyjny zapewnia jednolite rozproszenie światła na całym obrazie, dzięki swojej lekko nierównej powierzchni. Filtr Duto ma na powierzchni koncentryczne kręgi, rozpraszające światło w bocznych częściach obrazu, pozostawiając ostre pole w centrum. Filtr Duto opracowali wspólnie w roku 1932 Węgrzy: Jenő Dulovits i Miklos Tóth, od nazwisk których powstała nazwa filtra. Taką nasadkę można zastąpić szybką lekko posmarowaną tłuszczem lub drobną siateczką.

## Cyfrowa obróbka obrazu

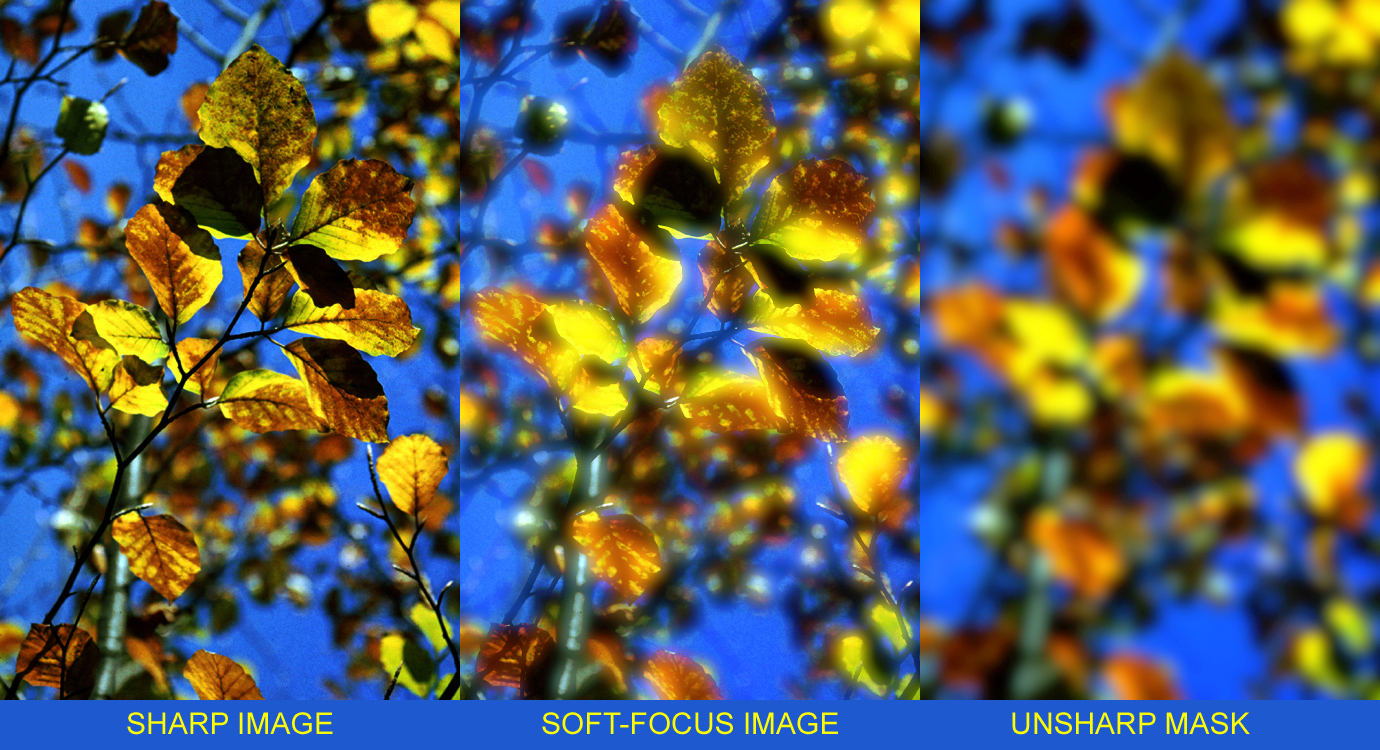
Efekt miękkiego rysunku uzyskany przez obróbkę komputerową:
po lewej ostry oryginał, po prawej nieostra maska, pośrodku wynik połączenia ich opcją "jaśniej".

Efekt miękkiego rysunku można osiągnąć przez cyfrową obróbkę obrazu. Z obrazu tworzy się duplikat, który przyciemnia się tak, aby pozostawić tylko najjaśniejsze światła. Ten duplikat rozmywa się cyfrowo metodą Gaussa, a następnie nakłada na pierwotny obraz z użyciem opcji „jaśniej”, dobierając odpowiednio udział obu plików cyfrowych w ostatecznym obrazie. Uzyskany obraz będzie miał nadal ostre kontury, lecz światła obrazu będą otoczone poświatą – jest to cyfrowa realizacja efektu Ortona stosowanego w tradycyjnej fotografii.